# セバスチアン・ジ・フレイタス・コウト・ジュニオール
セバ（Sebá）ことセバスチアン・ジ・フレイタス・コウト・ジュニオール（ポルトガル語: Sebastião de Freitas Couto Júnior、1992年6月8日 - ）は、ブラジルのサッカー選手。ポジションはFW。

## クラブ歴
クルゼイロECの下部組織からトップチームに昇格。ナシオナウEC-MGに期限付き移籍した後、FCポルトに期限付き移籍し、主にBチームでプレーした。
2013年にGDエストリル・プライアに完全移籍。この移籍には、彼の保有権の一部を持っているトラフィック社がエストリル・プライアに関っている事も手伝った。
2015年8月19日、オリンピアコスFCに移籍。4年契約で移籍金は170万ユーロであった。エストリル・プライア時代に監督を務めていたマルコ・シウバがオリンピアコスの監督に就任したのに合わせての移籍となった。2016年夏にはブラジルの数クラブから興味を持たれていたおり、更にメキシコのクラブからも興味を持たれていた。メキシコへの移籍については彼も好意的で、クラブ側も200万ユーロの違約金で売却する意思を見せていたが、パウロ・ベントがオリンピアコスの監督に就任すると一転、残留を選択した。2016-17シーズンは9月11日にリーグで初得点を記録。リーグではあまり冴えなかったものの、UEFAヨーロッパリーグ 2016-17では得点を連発した。2017年4月中旬にはガラタサライSKが夏の移籍市場での彼の獲得を目指していると報じられたが、クラブはこれを否定、しかしメディアは引き続きこのニュースを報じ続けた。同月25日のキペロ・エラーダスでセルヒオ・アラウホを蹴り3試合の出場停止処分となり、糾弾された。2016-17シーズンは優勝に貢献したものの、2017-18シーズンは無得点が続き、オスカル・ガルシア・ユニエント監督からの評価も厳しかった
。
2018年7月3日に期限付き移籍で重慶斯威足球倶楽部に加入。半年で復帰となったが、冬の移籍市場でアル・シャバブ・リヤドに3年半契約で移籍した。